# La Flora-getijdenboek
Het La Flora-getijdenboek of voluit de Horae Beatae Mariae Virginis, La Flora is een getijdenboek voor het gebruik in Rome, dat waarschijnlijk gemaakt werd in Valenciennes voor 1489 en afgewerkt in Brugge en Gent voor 1498. Het boek kreeg zijn naam naar de vele bloemen die in de marges van de miniaturen en van de tekstblokken werden afgebeeld. Het wordt bewaard in de Biblioteca Nazionale Vittorio Emanuele III in Napels met als signatuur Ms.I.B.51.

## Beschrijving
Het handschrift bestaat uit 368 perkamenten folia van 204 × 134 mm. Het tekstblok meet 80 × 60 mm. De Latijnse tekst is geschreven in een gotica rotunda in een kolom met 17 lijnen per blad.
Het boek is gebonden in een met goud gestempelde groen marokijnen omslag met de wapens van Ferdinand I der Beide Siciliën, uit de late achttiende of de vroege negentiende eeuw, waarschijnlijk gemaakt door het atelier van Angelo Trani in Napels.

## Geschiedenis
Het handschrift zou in het bezit geweest zijn van Karel VIII. Zijn wapen werd in 1498 op f2v toegevoegd. Het wapenschild met een gouden kroon erboven staat in een verguld medaillon met daarboven zijn initiaal “K”. Na Karel VIII kwam het terecht bij Elisabetta Farnese (1692-1766), ook Isabella genoemd, die het doorgaf aan haar zoon Karel III, koning van Spanje en als Karel VII koning van Napels. In 1736 werd het boek opgenomen in de Biblioteca Reale. Bodo Brinkmann trekt het eigenaarschap van Karel VIII in twijfel omdat de dikke perspectivistische rand om het wapenschild duidelijk naar de renaissance zou wijzen, maar een bijna identieke voorstelling, zij het in het vierkant, werd teruggevonden in een ander handschrift gemaakt voor Karel VIII door Jean Bourdichon in 1498. Karel VIII blijft dus een mogelijke eigenaar.

## Opdrachtgever
Gezien de kwaliteit van het werk, de innovativiteit van de schildertechniek en de bijzondere iconografie die hier en daar gebruikt werd door Simon Marmion, kan men ervan uitgaan dat de miniaturen gemaakt werden voor een werk besteld door een hooggeplaatste opdrachtgever. Toen Marmion in 1489 stierf en het manuscript onafgewerkt achterbleef, werd het reeds afgewerkte gedeelte herbruikt om een nieuwe codex samen te stellen voor een andere opdrachtgever. Het is best mogelijk dat die nieuwe opdrachtgever een vrouw was gezien de ongebruikelijke miniatuur gewijd aan Susanna. Dit thema werd wel meer gebruikt voor vrouwelijke opdrachtgeefsters.

## Inhoud
Het handschrift heeft een ietwat vreemd devotioneel programma dat afwijkt van het klassieke getijdenboek. De iconografische cyclus sluit er ook niet altijd naadloos op aan, wat waarschijnlijk het resultaat was van het gebruik van afbeeldingen uit een ander werk om deze cyclus te illustreren. De misteksten zijn een vrij vreemde combinatie en de volbladminiaturen erbij (Christus en de Samaritaanse vrouw, het proces van Susanna en de maaltijd met de Emmaüsgangers) zijn geen gebruikelijke thema’s in een getijdenboek. De andere volbladminiaturen van ‘Ons Heer Hemelvaart’ en ‘Maagd met Kind en alle heiligen’ horen niet echt bij respectievelijk Pinksteren en de geboorte van Christus. Ook het Laatste oordeel bij de completen van de Mariagetijden is een vreemde combinatie.
- ff. 2r-14v: Kalender
- ff. 15r-17r: Uittreksel uit het evangelie volgens Johannes
- ff. 17v-18v: Uittreksel uit het evangelie volgens Lucas
- ff. 19r-20r: Uittreksel uit het evangelie volgens Matteüs
- ff. 20v-20v: Uittreksel uit het evangelie volgens Marcus (onvolledig)
- ff. 21vr-58r: Passiegetijden
- ff. 59v-65v: Kleine getijden van het Heilig Kruis
- ff. 67v-73r: Kleine getijden van de Heilige Geest
- ff. 74vr-80r: Mis voor de Heilige Maagd Maria
- ff. 81v-149r: Kleine Officie van Onze Lieve Vrouw
- ff.150v-158v: Vespers en completen voor de advent
- ff. 159v-162r: Obsecro te[3]
- ff. 162v-164v: O intemerata[3]
- ff. 165v-167v: Stabat Mater
- ff. 168v-187v: Boetepsalmen en Litanie van alle Heiligen
- ff. 188v-227v: Dodenofficie
- ff. 230v-244v: Psalter van de Heilige Hiëronymus
- ff. 246v-252v: Mis voor Paaszondag
- ff. 253v-255v: Mis voor Pinksteren
- ff. 257v-261r: Mis voor Allerheiligen
- ff. 262v-267r: Mis voor de dag van de geboorte van Christus
- ff. 269r-283r: Mis voor Palmzondag
- ff. 284v-288v: Lezing uit het evangelie volgens Johannes (3e zondag van de vasten)
- ff. 289v-293v: Lezing van de profeet Daniël (epistel op zaterdag voor de 4e zondag van de vasten)
- ff. 294v-298r: Lezing uit het evangelie volgens Lucas (evangelie paasmaandag)
- ff. 298v-302r: Lezing uit het evangelie volgens Johannes
- ff. 303r-306v: Mis voor de aartsengel Michaël
- ff. 307v-311r: Gebed van de Heilige Gregorius
- ff. 315v-342v: Suffragia
- ff. 343r-365r: Zondagsgebeden

## Verluchting
De codex telt 36 volbladminiaturen, 28 half- en kwartbladminiaturen en 30 kleine miniaturen. Daarnaast zijn er 24 bas de page miniaturen in de kalender, 6 gehistorieerde marges en 3 gehistorieerde initialen. De verluchtingen zijn van de hand van Simon Marmion, de Meester van het gebedenboek van Dresden, Maximiliaan-meester en de Meester van de gebedenboeken omstreeks 1500. De meesters werkten niet gelijktijdig aan het manuscript, het boek lijkt een beetje een samenraapsel van verschillende verluchtingscampagnes die later werden samengevoegd.
Deze meesters werkten niet gelijktijdig aan het manuscript, het werd verlucht in verschillende campagnes. Alle tweeëntwintig volbladminiaturen van de hand van Marmion en vijf andere van de Maximiliaan-meester werden tegen de rand van de tekening aan uitgeknipt. Daarna werden ze gemonteerd in een perkamenten blad met dezelfde afmetingen dan de andere folia in de codex. Hierop werd dan de lijsten die de prenten omkaderen geschilderd. Eventuele originele versierde marges gingen hierbij verloren. Zevenentwintig van de zesendertig volbladminiaturen komen dus uit een ander werk of hun origineel ontwerp werd achteraf gewijzigd.
De belangrijke secties in het handschrift worden ingeleid met een volbladminiatuur in een geschilderde lijst op de verso zijde van een [meestal) blanco pagina. Op de tegenoverliggende pagina wordt dan een half- of kwartbladminiatuur geschilderd met het begin van de tekst. De beginletter wordt uitgewerkt in een geschilderde initiaal van 6 lijnen hoog. Het geheel is gevat in een paginagrote marge in Gents-Brugse stijl. In de strooiranden werden hoofdzakelijk bloemen, vogels en insecten gebruikt, met daarnaast vrij originele objecten zoals pelgrimsbadges, belletjes, schelpen en dergelijke meer.
Op achttien van de volbladminiaturen van Marmion zijn de figuren voorgesteld in halve lengte, een keerpunt in de schildertechniek. Deze manier van voorstellen waarbij de personen niet volledig worden afgebeeld maar bijvoorbeeld slechts van het middel tot het hoofd, hetgeen de figuren veel massiever maakt en naar de voorgrond trekt. Dit creëert een directere en dichtere relatie tussen het beeld en de toeschouwer. Dit werk was niet het eerste waar hij die techniek toepaste, maar het La Flora-getijdenboek is wel het eerste manuscript waarin die voorstelling van personen. op grote schaal gebruikt werd.
Ook alle tekstbladzijden krijgen een strooirand langs de buitenzijde van het blad, meestal gevuld met bloemen, insecten en vogels.
Het kalender bestaat uit 24 pagina’s, twee per maand. De tekst van het kalender is gevat in een gouden lijst, die geplaatst is voor een gouden architectonische structuur met onderaan een open boog. In die boog is een tafereel geschilderd dat de activiteiten van de maand op het land of bij de gegoede burgerij weergeeft. Op het tweede beeld van de maand is het dierenteken van de maand in de afbeelding geïntegreerd. Voor de maand november neemt de boogschutter de ganse prent in beslag. Ook bij de maand April vormen de tweelingen een integraal deel van het beeld. Voor de maand Januari, deel 1, bestaat de architectonische structuur uit twee ramen naast de tekst en is de miniatuur onderaan geplaatst in een eenvoudige gouden lijst die op het tekstblok aansluit.

## Minaturisten
De volgende volbladminiaturen kunnen toegeschreven worden aan:

### Simon Marmion
f67v: Nederdaling van de Heilige Geest, f74v: Zondeval in het aardse paradijs, f81v: Annunciatie, f103: Maria-Visitatie, f114v: Geboorte van Jezus, f120v: Aankondiging aan de herders, f125v: Aanbidding der wijzen, f130v: Opdracht in de tempel, f135v: Vlucht naar Egypte, f143v: Laatste oordeel, f150v: Maria op haar sterfbed, f164v: Kruis op Golgotha met de werktuigen van de passie, f168v: Koning David bidt tot God, f188v: De opwekking van Lazarus, f230v: De Heilige Hiëronymus, f246v: Noli me tangere, f253v: Ons Heer hemelvaart, f262v: De Maagd, het Kind en alle heiligen, f284v: Christus en de Samaritaanse, f289v Het proces van Susanna, f295v: De maaltijd met de Emmaüsgangers, f307v: Gregoriusmis, f318v: Prediking door Jakobus de Meerdere

### Maximiliaan-meester
f21v: Voetwassing, f28v: Arrestatie van Jezus, f33v: Ecce Homo, f37v: Kruisdraging, f41v: Christus wordt aan het kruis genageld, f45v: Kruisafname, f49v: Maria Magdalena zalft de voeten van Christus, f54v: Christus nederdaling ter helle en de verrijzenis, f320v: Vierendeling van de Heilige Ypolitus, 322v: Antonius van Egypte, f339v: De Heilige Catharina staande onder een baldakijn met keizer Maxentius onder haar voeten, f341v: De Heilige Barbara zittend voor het slot van haar vader

### Meester van het gebedenboek van Dresden
f59v: Taferelen uit het passieverhaal. Deze meester schilderde ook de folia met gehistorieerde marges op f247r, f263r en f290r.

### Meester van de gebedenboeken rond 1500
Alle kalenderminiaturen.

## Lijst van de miniaturen

### Evangelies
- f15v: ¼, Johannes de evangelist
- f17v: ¼, Lucas de evangelist
- f19r: ¼, Matteüs de evangelist
- f20v: ¼, Marcus de evangelist

### Passiegetijden
- f21v-f22r: 1 Voetwassing; ¼ Christus biddend in de Olijfhof (metten)
- f28v-f29r: 1 Arrestatie van Jezus; ½ Christus voor Kaïfas (lauden)
- f33v-f34r: 1 Ecce Homo; ¼ Proces bij Pilatus (priem)
- f37v-f38r: 1 Kruisdraging; ¼ Christus bespot en geslagen bijzonder: marge met pelgrimbadges in de strooirand (terts)
- f41v-f42r: 1 Christus wordt aan het kruis genageld; ¼ Christus op de koude steen (sext)
- f45v-f46r: 1 Kruisafname; ¼ Kruisiging, wenende vrouwen en Johannes bij het kruis met de gestorven Christus (none)
- f49v-f50r: 1 Maria Magdalena zalft de voeten van Christus; ¼ Soldate dobbelen om het boevenkleed van Christus (vespers)
- f54v-f55r: 1 Christus nederdaling ter helle en de verrijzenis; ¼ graflegging (completen)

### Kruisgetijden
- f59v-f60r: 1 Taferelen uit het passieverhaal; Volbladminiatuur met begintekst in het midden en taferelen uit het passieverhaal eromheen.

### Heilige Geest getijden
- f67v-f68r: 1 Nederdaling van de Heilige Geest over de maagd Maria en de verzamelde apostelen; ¼ Mozes ontvangt de stenen tafelen – De marge wordt gevormd door aan architectonische structuur met hoge zuilen langs de rechterzijde.

### Mariagebeden en Mariagetijden

#### Diverse
- f74v-f75r: Mis voor de Heilige Maagd: 1 Zondeval in het aardse paradijs; ¼ Elevatie tijdens de misviering
- f159v: Obsecro te: ¼ Piëta - de marge wordt gevormd door aan architectonische structuur met hoge zuilen langs de rechterzijde.
- f162v: O intemerata: ¼ Getroonde madonna met kind en twee musicerende engelen
- f164v-f165r: Stabat Mater: 1 Kruis op Golgotha – in de marge zijn de werktuigen van de passie afgebeeld

#### Mariagetijden
- f81v-f82r: 1 Annunciatie; ¼ Gideon met de ramshuid – De marge wordt gevormd door aan architectonische structuur met hoge zuilen langs de rechterzijde. (metten)
- f103v-f104r: 1 Visitatie ; ¼ Doopsel van Jezus in de Jordaan (lauden)
- f114v-f115r: 1 Geboorte van Jezus; ¼ Mozes bij het brandend braambos - De marge wordt gevormd door aan architectonische structuur met hoge zuilen langs de rechterzijde. (priem)
- f120v-f121r: 1 Aankondiging aan de herders; ¼ Aanbidding der herders – in de marge zijn dorpsscènes geschilderd. (terts)
- f125v-126r: 1 Aanbidding der wijzen; ¼ ??? de marge wordt gevormd door aan architectonische structuur met hoge zuilen langs de rechterzijde. (sext)
- f130v-f131r: 1 Opdracht in de tempel; ¼ ??? de marge wordt gevormd door aan architectonische structuur met hoge zuilen langs de rechterzijde. (none)
- f135v-f136r: 1 Vlucht naar Egypte; ¼ ??? De marge wordt gevormd door aan architectonische structuur met hoge zuilen langs de rechterzijde. (vespers)
- f143v-f144r: 1 Laatste oordeel; ½ kindermoord van Bethlehem - de marge wordt gevormd door aan architectonische structuur met hoge zuilen langs de rechterzijde. (completen)

#### Vespers en completen voor de advent
- f150v-151r: 1 Maria op haar sterfbed met de apostelen; ¼ Madonna met kind en twee musicerende engelen - de strooirand is versierd met schelpen

### Boetepsalmen
- f168v-169r: 1 Koning David bidt tot God; ¼ David (?) in gebed

### Dodenofficie
- f188v-189r: 1 De opwekking van Lazarus; ¼ Dienst voor een overlijden – de marge is gevuld met rozenkransen

### Psalter van de Heilige Hiëronymus
- f230v-f231r: 1 De Heilige Hiëronymus; ¼ Hiëronymus op audiëntie bij paus Damasus

### Diverse missen
- ff246v-f247r : Paasmis : 1 Noli me tangere; ¼ De verrezen Christus voor zijn graf. – De marge is versierd met allerlei taferelen uit het leven van Christus
- f253v-f254r: Mis voor Pinksteren: 1 Ons Heer hemelvaart; ¼ Het pinkstergebeuren
- f257v: ¼ Mis voor allerheiligen
- f262v-f263r: Mis voor de dag van de geboorte van Christus: 1 De Maagd, het Kind en alle heiligen; ¼ Gehistorieerde marge met allerlei taferelen. Keizer Augustus ontmoet de Tiburtijnse Sibille, Gideon en het gulden vlies, Mozes en het brandende braambos.
- f269r: Mis voor palmzondag: ¼ Intrede van Christus in Jeruzalem op palmzondag
- f284v-f284r: Mis op de 3e zondag van de vasten, Johannesevangelie: 1 Christus en de Samaritaanse vrouw; ¼ Gehistorieerde marge met allerlei taferelen uit Exodus
- f289v-f290r: Mis op de zaterdag voor de 4e zondag van de vasten, Lezing van de profeet Daniël: 1 Het proces van Susanna; ¼ Gehistorieerde marge.
- f295v-f296r: Mis van paasmaandag, Lucasevangelie: De maaltijd met de Emmaüsgangers: ¼ Christus ontmoet de Emmaüsgangers.
- f298v: Lezing uit het evangelie volgens Johannes: ¼ Christus op bezoek bij Martha en Maria van Bethanië
- f303r: Mis voor de aartsengel Michaël: ¼ Michaël in gevecht met Satan.

### Suffragia
- f307v-308r: Gebed van paus Gregorius: 1 Gregoriusmis; ¼ Versierde initiaal
- f310r: ¼ Heilige Bernardus
- f313v: ¼ Gekruisigde Christus
- f315v: ¼ Thomas van Aquino
- f318v-f319r: 1 Prediking door Jakobus de Meerdere; ¼ Versierde initiaal
- f320v-f321r: 1 Vierendeling van de Heilige Ypolitus; ¼ Versierde initiaal
- f322v-f323r: 1 Antonius van Egypte; ¼ Versierde initiaal in een marge met tekst in grote letters
- f324r: ¼ Versierde initiaal in een marge met belletjes
- f324v: ¼ Heilige Nicolaas met de drie kinderen
- f325v: ¼ Onthoofding van Johannes de Doper
- f326r: ¼ Steniging van de Heilige Stephanus
- f326v: ¼ Marteldood van de Heilige Sebastianus
- f327v: ¼ De Heilige Antonius
- f328r: ¼ De heilige Adrianus
- f328v: ¼ De Heilige Christoffel draagt het Christuskind;
- f329v: ¼ Sint-Joris en de draak;
- f330v: ¼ Heilige Leonardus
- f331r: ¼ De heilige Claudius
- f332r: ¼ De Heilige Franciscus ontvangt de stigmata
- f332v: ¼ De Heilige Hiëronymus in zijn studeerkamer
- f333v: ¼ De Heilige Antonius van Padua
- f334r: ¼ De Heilige Quintinus
- f334v: ¼ De Heilige Maria Magdalena
- f335v: ¼ De heilige Catharina en haar martelwerktuigen
- f336r: ¼ De marteldood van de Heilige Barbara
- f337r: ¼ De Heilige Margaretha met de draak
- f337v: ¼ De heilige Elizabeth
- f338r: ¼ Heilige Apollonia
- f339v-340r: 1 De Heilige Catharina staande onder een baldakijn met keizer Maxentius onder haar voeten; ¼ Versierde initiaal
- f341v-342r: 1 De Heilige Barbara zittend voor het slot van haar vader; ¼ Versierde initiaal